# La Paz kommun, delstaten Mexiko
La Paz är en kommun i Mexiko. Den ligger i delstaten Mexiko, i den centrala delen av landet, cirka 25 kilometer nordost om huvudstaden Mexico City. Huvudorten i kommunen är Los Reyes Acaquilpan. Kommunen ingår i Mexico Citys storstadsområde och hade 245 845 invånare vid folkmätningen 2010.